# Nikolaj Vladimirovič Timofeev-Resovskij
Nikolaj Vladimirovič Timofeev-Resovskij (in russo Николай Владимирович Тимофеев-Ресовский?; Mosca, 20 settembre 1900 – Mosca, 28 marzo 1981) è stato un genetista russo.
Ha condotto ricerche nel campo della genetica, genetica di popolazione, effetti genetici delle radiazioni ionizzanti, e microevoluzione.
Il suo lavoro è stato di particolare importanza per la biologia sovietica, perché operò in diretta opposizione alle teorie errate di Lysenko, teorie che causarono gravi danni, scientifici ed economici.